# Dan Kinsey
Daniel Chapin Kinsey, detto Dan (Saint Louis, 22 gennaio 1902 – Richmond, 27 giugno 1970), è stato un ostacolista statunitense, campione olimpico dei 110 metri ostacoli ai Giochi di Parigi 1924.

## Biografia
Nato a Saint Louis, Dan Kinsey frequenta l'Università dell'Illinois, studiando educazione fisica ed iniziando a dedicarsi all'atletica leggera. Divenuto uno dei migliori ostacolisti in circolazione, vince nel 1924 il titolo IC4 e partecipa nello stesso anno ai Giochi olimpici di Parigi, gareggiando nei 110 m ostacoli.
Nella capitale francese Kinsey conquista la medaglia d'oro vincendo la gara in 15"0, davanti al sudafricano Sid Atkinson ed allo svedese Sten Pettersson.
Laureatosi nel 1926, trova lavoro presso l'Oberlin College, in cui insegna fino al 1959 quando accetta gli incarichi come professore al Earlham College e all'Università del Michigan, dove rimarrà fino al 1967. Tre anni dopo il suo ritiro morirà nella sua casa di Richmond, Indiana, all'età di 68 anni.

## Palmarès
| Anno | Manifestazione  | Sede   | Evento   | Risultato | Prestazione | Note |
| ---- | --------------- | ------ | -------- | --------- | ----------- | ---- |
| 1924 | Giochi olimpici | Parigi | 110 m hs | Oro       | 15"0        |      |